# Donegal
Donegal (en gaèlic irlandès Dún na nGall que vol dir "fortificació dels forasters", és a dir, els vikings) és una vila d'Irlanda, al comtat de Donegal, a la província de l'Ulster. Fins a començament del 1600 Donegal fou la 'capital' de Tír Chonaill, un regne gaèlic controlat pel clan O'Donnell del Cenél Conaill. Donegal es troba a la boca del riu Eske i la badia de Donegal, als peus de les muntanyes Bluestack ('les Croaghs'). La vila és travessada per les carreteres N15 i N56. El centre de la ciutat, conegut com a The Diamond, és un centre de reunions musicals, poètiques i culturals de l'àrea.

## Història
Hi ha evidències arqueològiques d'assentaments al voltant de la ciutat que daten de la prehistòria, incloent les restes de fortaleses rodones i altres construccions defensives.
Patrici d'Irlanda va ser capturat pels invasors dels clans governats per Niall dels Nou Ostatges, i aquesta regió és aquella a la qual Patrick va tornar. El primer clan a convertir-se al cristianisme com a resultat dels esforços de Sant Patrici fou el clan Connaill (també conegut com a Clan Dálaigh: en anglès, Daley i es tradueix com "un en el rol de lideratge"). Connall era un fill de Niall dels Nou Ostatges. Com a resultat de la seva acceptació del cristianisme, Patrici va beneir els membres del clan, de manera que el senyal de la creu apareix en l'escut del cap i això es va convertir no només en la figura heràldica per al clan, sinó també per al comtat de Donegal.
La vila de Donegal és famosa per ser l'antic centre de govern de la dinastia O'Donnell de Tyrconnell, que va tenir un paper fonamental en la història d'Irlanda, la pàtria original dels quals estava més al nord en l'àrea de Kilmacrenan. Des del segle xv fins al segle xvii foren una part important de l'oposició a la colonització d'Irlanda per Anglaterra. La ciutat conté el castell de Donegal, a la vora del riu Eske i les restes d'una abadia de l'orde franciscà que data del segle xv a la costa sud de la badia. Els Annals dels Quatre Mestres foren escrits a l'abadia al segle xvii. La història d'Aodh Rua Ó Domhnaill (Red Hugh O'Donnell), Senyor de Tyrconnell, va ser la inspiració darrera de molts llibres i pel·lícules, entre d'altres, el film de Disney El príncep lluitador de Donegal (1966).
Després de la Fugida dels Comtes en 1607 el castell i les seves terres foren donades al capità anglès Basil Brooke, com a part de la Colonització de l'Ulster. Brooke va dur a terme importants obres de reconstrucció i va afegir una ala del castell, en estil jacobita. El pla actual de la ciutat també va ser presentada com una plaça atractiva ciutat o Diamond. Des de finals del segle xvii fins als principis del segle xx, la ciutat de Donegal va formar part de les grans propietats de la família Gore (des de 1762 comtes d'Arran).
El burg de Donegal enviaria dos membres al Parlament d'Irlanda fins a l'aprovació de l'Acta d'Unió de 1800. L'evidència de la Gran Fam Irlandesa segueix existint en un hospici, els edificis del qual són ara part de l'hospital local, així com en les nombroses tombes dels morts de fam.

## Galeria d'imatges

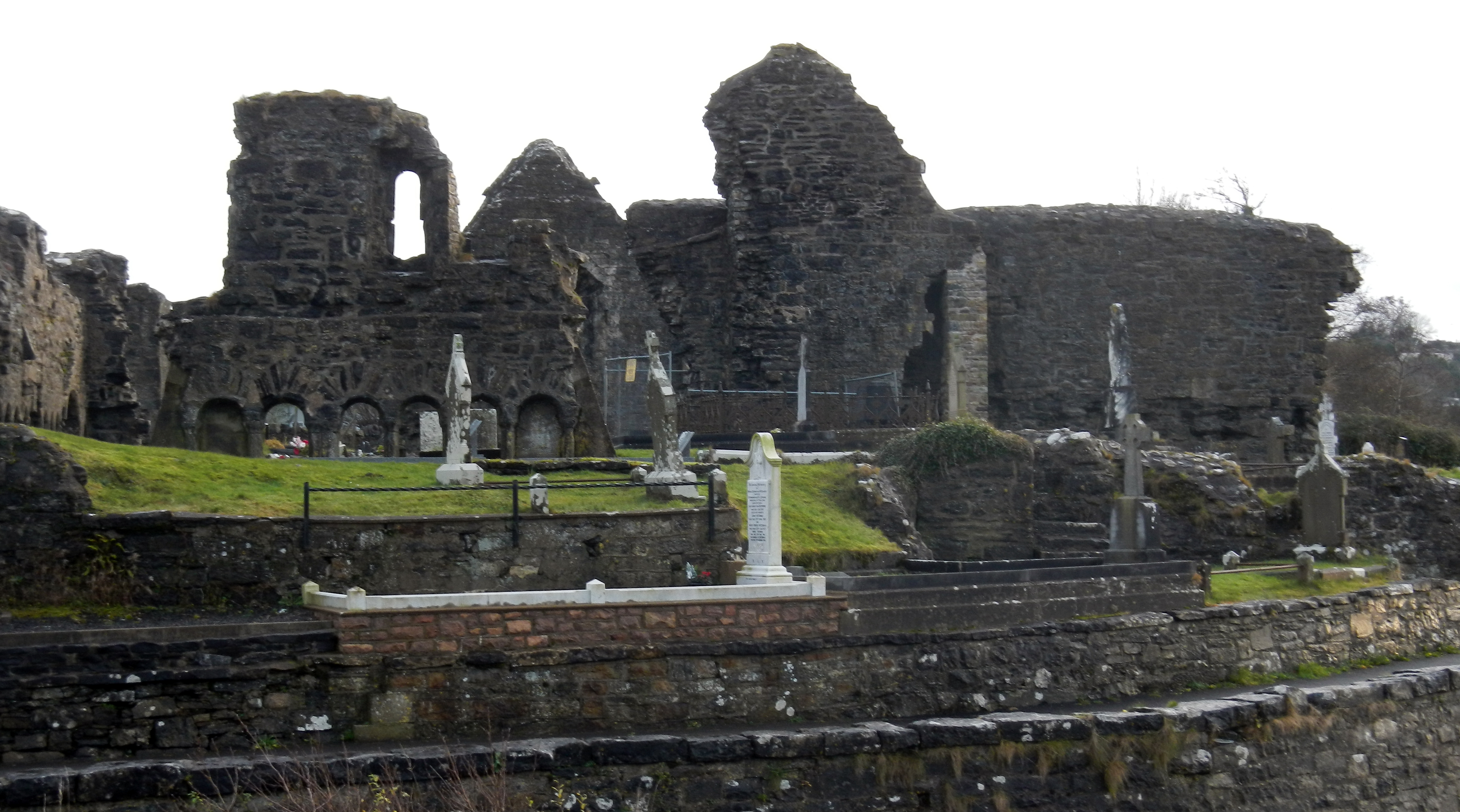
Abadia de Donegal
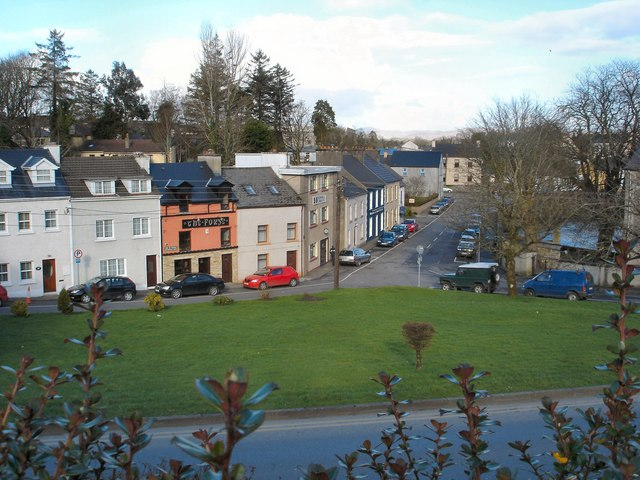
Plaça de Waterloo
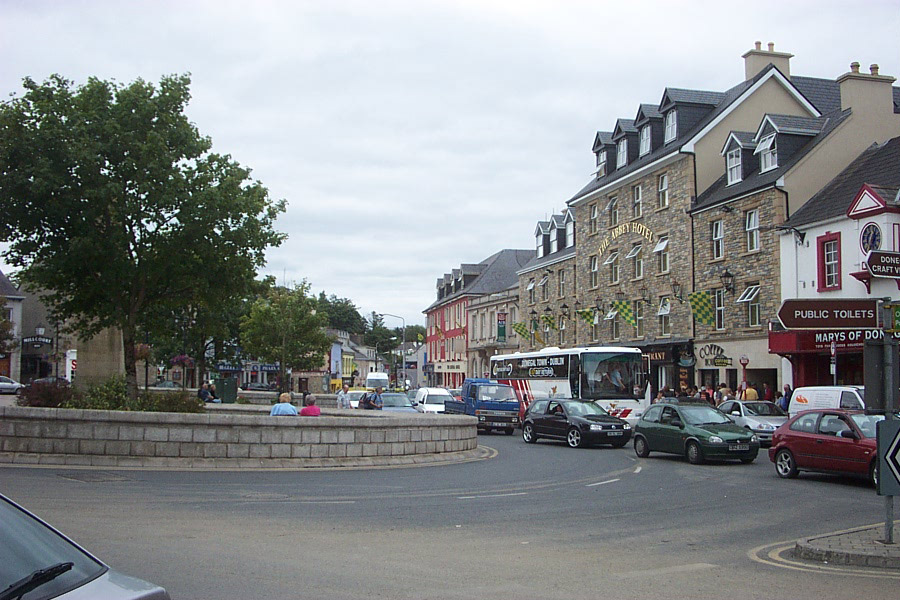
The Diamond

## Personatges
- John White, diputat conservador del parlament canadenc.
- Alexander Porter, senador dels Estats Units.